# Аксаково (община)
Аксаково (болг. Община Аксаково) — община у Варненській області Болгарії. Населення становить 22 225 осіб (станом на 1 лютого 2011 р.). Адміністративний центр громади — однойменне місто.

## Населенні пункти общини
- Ботево